# انهيار كنيسة أويو 2016
في يوم 10 ديسمبر 2016 لقي 160 مصليا مصرعهم وجرح أكثر من مئتين آخرين بسبب انهيار سقف كنيسة رايرس الإنجيلية بمدينة أويو في ولاية أكوا أيبوم بجنوب نيجيريا.

## الحادث
قال أحد المصلين إن «العوارض المعدنية تحطمت، وانهار السقف الحديدي للكنيسة أثناء قداس، فيما كانت الكنيسة ممتلئة بالمصلين بالكامل».

## بعد الحادث
قال مصدر قريب من المستشفى إنه قد تم نقل أكثر من مئتي إصابة لتلقي العلاج.

## ردود الفعل

### المحلية
نيجيريا: قال حاكم الولاية أودوم إمانويل -الذي نجا من الحادث حيث كان حاضرا- إن «الولاية لم تشهد في السابق حادثا مريرا كهذا». وأضاف على صفحته الخاصة في فيسبوك أن «عدد الضحايا قد يكون كبيرا جدا».

### الدولية
- السعودية: بعث خادم الحرمين الشريفين الملك سلمان، برقية عزاء ومواساة، لفخامة الرئيس النيجري محمد بخاري إثر انهيار سقف كنيسة في بلاده، وما نتج عنه من وفيات وإصابات.[2]